# Poronin (gmina)
Poronin – gmina wiejska w województwie małopolskim, w powiecie tatrzańskim. W latach 1975–1977 i 1994–1998 gmina położona była w województwie nowosądeckim.
Siedziba gminy to Poronin.

Sołectwa: Bustryk, Małe Ciche, Murzasichle, Nowe Bystre, Poronin, Suche, Stasikówka i Ząb.
Według danych z 30 czerwca 2004 gminę zamieszkiwało 10 571 osób.

## Historia
Gmina zbiorowa Poronin została utworzona 1 sierpnia 1934 roku w powiecie nowotarskim w woj. krakowskim z dotychczasowych jednostkowych gmin wiejskich: Biały Dunajec, Gliczarów, Murzasichle, Poronin i Zubsuche.
Podczas II wojny światowej zachowała granice przedwojenne. Włączono ją do dystryktu krakowskiego Generalnego Gubernatorstwa (powiat Neumarkt). W 1943 roku liczyła 9083 mieszkańców.
Po wojnie powrócono do stanu sprzed wojny. 1 kwietnia 1946 utworzono gromadę Małe Ciche z części gromady Biały Dunajec. I tak według stanu z dnia 1 lipca 1952 roku gmina składała się z 6 gromad: Biały Dunajec, Gliczarów, Małe Ciche, Murzasichle, Poronin i Zubsuche. Gmina została zniesiona 29 września 1954 roku wraz z reformą wprowadzającą gromady w miejsce gmin, a jej obszar podzielono na gromady:
- Biały Dunajec (Biały Dunajec, Gliczarów Dunajec),
- Murzasichle (Murzasichle, Małe Ciche),
- Poronin (Poronin, Gliczarów Górny, Suche),
- Zubsuche (Zubsuche, przemianowane 30 marca 1966 na Ząb[8]).

Gminę Poronin reaktywowano 1 stycznia 1973 roku w powiecie nowotarskim w woj. krakowskim. Objęła 4 sołectwa: Małe Ciche, Murzasichle i Poronin oraz górską część wsi Brzegi, stanowiącą odrębne sołectwo.
1 czerwca 1975 gmina znalazła się w nowo utworzonym woj. nowosądeckim. 
1 lipca 1977 gmina została zniesiona, a jej obszar włączono w całości do nowo utworzonej gminy Tatrzańskiej.
Gmina Tatrzańska została ostatecznie zlikwidowana 30 grudnia 1994, a z jej obszaru wydzielono gminę Poronin o zupełnie nowych granicach. Nowa gmina Poronin objęła obszar znacznie większy w porównaniu z tym z lata 1973–77. Oprócz sołectw Małe Ciche, Murzasichle i Poronin, należących dawniej do gminy Poronin, gmina objęła ponadto sołectwa Bustryk, Suche i Ząb (które włączono w 1977 roku do gminy Tatrzańskiej z gminy Biały Dunajec) oraz o sołectwo Nowe Bystre (które włączono w 1977 roku do gminy Tatrzańskiej z gminy Czarny Dunajec). Nie objęła natomiast górskiej części wsi Brzegi o powierzchni 4358,70 ha, która należała do gminy Poronin w latach 1973–77, a którą to w 1992 roku włączono do gminy Bukowina Tatrzańska. Tak zmienione granice nadały gminie Poronin jej współczesny specyficzny "rogalikowy" kształt.
W 1999 roku gmina weszła w skład powiatu tatrzańskiego w nowo utworzonym województwie małopolskim.

## Wójtowie[16]
- Bronisław Stoch 2002 - 2006
- Bronisław Stoch 2006 - 2010
- Bronisław Stoch 2010 - 1014
- Bronisław Stoch 2014 - 2018
- Anita Żegleń od 2018

## Struktura powierzchni
Według danych z roku 2002 gmina Poronin ma obszar 83,55 km², w tym:
- użytki rolne: 39%
- użytki leśne: 56%

Gmina stanowi 17,72% powierzchni powiatu.

## Demografia

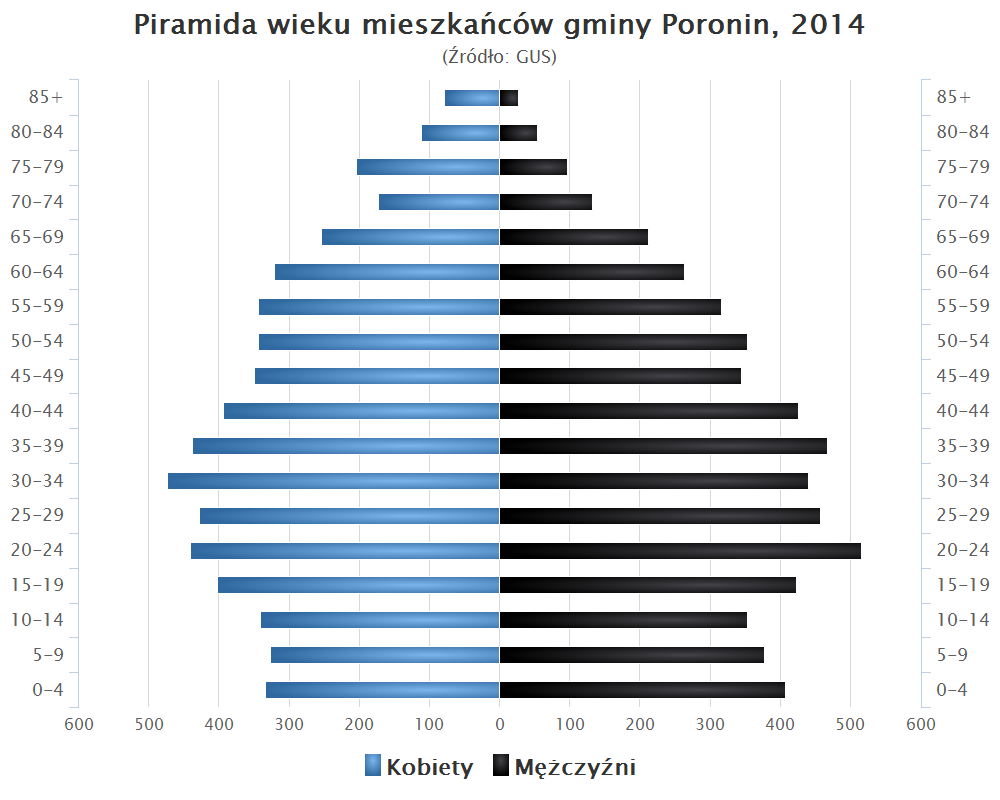
Piramida wieku mieszkańców gminy Poronin w 2014 roku

Dane z 30 czerwca 2004:
| Opis                              | Ogółem | Ogółem | Kobiety | Kobiety | Mężczyźni | Mężczyźni |
| --------------------------------- | ------ | ------ | ------- | ------- | --------- | --------- |
| jednostka                         | osób   | %      | osób    | %       | osób      | %         |
| populacja                         | 10 571 | 100    | 5353    | 50,6    | 5218      | 49,4      |
| gęstość zaludnienia (mieszk./km²) | 126,5  | 126,5  | 64,1    | 64,1    | 62,5      | 62,5      |

## Sąsiednie gminy
Biały Dunajec, Bukowina Tatrzańska, Czarny Dunajec, Kościelisko, Zakopane